# Parafia św. Anny w Rychwałdzie
Parafia Świętej Anny w Rychwałdzie – parafia rzymskokatolicka znajdująca się w Rychwałdzie w kraju morawsko-śląskim w Czechach. Należy do dekanatu Karwina diecezji ostrawsko-opawskiej.

## Historia
Po raz pierwszy wymieniona w 1390, później również w spisie świętopietrza, sporządzonym przez archidiakona opolskiego Mikołaja Wolffa w 1447, pośród innych parafii archiprezbiteratu (dekanatu) w Cieszynie, pod nazwą Reychenwald. Na podstawie wysokości opłaty w owym sprawozdaniu liczbę ówczesnych parafian (we wszystkich podległych wioskach) oszacowano na 165. Pierwotny drewniany kościół spalił się w 1535. W XVI wieku kościół był w rękach ewangelików, ponownie katolicki od 1668.
W 1654 parafia znalazła się w nowo utworzonym dekanacie frysztackim. W dobie poreformacyjnych wizytacji biskupich z Wrocławia w drugiej połowie XVII wieku językiem kazań był język polski (concio Polonica).
Po wojnach śląskich i oddzieleniu granicą od diecezjalnego Wrocławia, będącego w odtąd w Królestwie Prus, do zarządzania pozostałymi w Monarchii Habsburgów parafiami powołano w 1770 Wikariat generalny austriackiej części diecezji wrocławskiej. Po I wojnie światowej i polsko-czechosłowackim konflikcie granicznym Olbrachcice znalazły się w granicach Czechosłowacji, wciąż jednak podległe były diecezji wrocławskiej, pod zarządem specjalnie do tego powołanej instytucji zwanej: Knížebiskupský komisariát niský a těšínský. Kiedy Polska dokonała aneksji tzw. Zaolzia w październiku 1938 parafię jako jedną z 29 włączono do diecezji katowickiej, a 1 stycznia 1940 z powrotem do diecezji wrocławskiej. W 1947 obszar ten wyjęto ostatecznie spod władzy biskupów wrocławskich i utworzono Apostolską Administraturę w Czeskim Cieszynie, podległą Watykanowi. W 1978 obszar Administratury podporządkowany został archidiecezji ołomunieckiej. W 1996 wydzielono z archidiecezji ołomunieckiej nową diecezję ostrawsko-opawską.